# Скляний готель
Скляний готель (англ. The Glass Hotel) — фантастичний роман канадської письменниці Емілі Сент-Джон Мандел, виданий у 2020 році. Це п'ятий роман авторки і перший після здобуття премії Артура К. Кларка у 2015 році. У книзі досліджуються наслідки загадкового інциденту з графіті в готелі на острові Ванкувер і крах міжнародної фінансової піраміди.

## Сюжет
Пол — самотній студент Торонтського університету. В одному з нічних клубів він дає таблетки музикантам, з якими намагається подружитися, і один із них незабаром помирає. Пол тікає до квартири своєї зведеної сестри Вінсент.
П'ять років потому Пол і Вінсент працюють у готелі на північній околиці вигаданого селища Каетт на острові Ванкувер, прототипом якого стало реальне поселення Кватсіно. У вестибюлі готелю на склі виявляють графіті, зроблене кислотним маркером: «Чому б тобі не проковтнути скло». Пол стає головним підозрюваним і незабаром втрачає роботу. Графіті, схоже, адресоване Джонатану Алкайтісу, заможному інвестору й власнику готелю. Вінсент, яка працює барменом, починає стосунки з Алкайтісом і переїжджає до його маєтку в Коннектикуті, ведучи життя в розкоші.
Згодом Алкайтіса заарештовують, і з'ясовується, що його фінансова діяльність була пірамідою. Його співучасники реагують по-різному: один утікає з країни, інший пише детальне зізнання. Алкайтіса засуджують до 170 років ув'язнення, де він мріє про «альтернативне життя», у якому він утік до готелю в Дубаї. Його переслідують видіння обдурених вкладників.
Після краху піраміди Вінсент дізнається, що Пол використав її старі відеозаписи для створення музичних композицій. Відмовляючись з ним з'ясовувати стосунки, вона влаштовується кухаркою на вантажне судно. Вінсент зникає під час шторму, а її бойфренда підозрюють у вбивстві. Леон Преван, який втратив усі свої заощадження через Алкайтіса, бере участь у розслідуванні. Йому доручають приховати компрометуючі докази з одного з інтерв'ю. 
Пол досягає успіху як композитор, незважаючи на багаторічну героїнову залежність. 
В епілозі з'ясовується, що Вінсент випала за борт, відволікшись на видіння одного з інвесторів Алкайтіса. Під час утоплення вона переживає серію галюцинацій, деякі з яких згадувалися іншими персонажами роману, зокрема бачення Алкайтіса, Пола і своєї матері, яка зникла, коли Вінсент була ще дитиною.

## Натхнення
Образ фінансової піраміди Алкайтіса натхненний злочинами Бернарда Мейдоффа. Мандел зазначила: «Хочу чітко підкреслити: ця книга не про реальних людей. Вона не про Медоффа, його сім'ю чи працівників, але злочин аналогічний. Саме це мене зацікавило найбільше — співробітники, які щодня приходили на роботу, аби продовжувати масовий обман. Хто вони?»
Як і в романі «Станція Одинадцять» (англ. Station Eleven) (2014), авторку надихнули «невидимий світ» судноплавства та «флот-привид» кораблів біля берегів Малайзії після фінансової кризи 2008 року. У романі «Скляний готель» згадується «грип Джорджія», хвороба, що була ключовою для сюжету «Станції Одинадцять». Проте в цьому романі епідемія так і не стає пандемією. Двоє персонажів зі «Станції Одинадцять» — консультанти з судноплавства Міранда і Леон — також з'являються в романі «Скляний готель».

## Телевізійна адаптація
У квітні 2022 року було оголошено, що роман буде адаптовано для телебачення на платформі HBO Max у співпраці з Paramount Television Studios, причому сценарій напишуть Мандел і Патрік Сомервілль.

## Відгуки
На сайті Book Marks роман отримав переважно позитивні відгуки від 47 рецензій: шість були «змішаними», решта — «захопливими» або «позитивними».
«The Atlantic» зазначив: «Скляний готель» — це головоломка без коробки. На початку книги незрозуміло, про що саме йдеться і хто є головними персонажами. Структура твору — справжня віртуозність: фрагменти історії з часом зливаються в захопливу й задовільну картину. У романі є чудові моменти ліризму». «The New Yorker» написав: «Мандел має талант створювати реалізм із крайнощів. Вона знаходить свою територію там, де буденне межує з надзвичайним, де звичайні люди зупиняються, щоб замислитися, як саме вони дійшли до цього. Вона — наш бард пробудження у неправильній часовій лінії».
NPR заявив: «З Вінсент і Пола Мандел створила двох із найбільш пам'ятних персонажів у сучасній американській літературі. Обидва переслідувані бажанням і невпевненістю, вони намагаються, але марно, втекти від своїх демонів». Сет Мандел із The Washington Examiner погодився: «Персонажі Мандел виписані чітко, немов із різкими лініями і яскравими кольорами. Усі в книзі дотепні; ніхто особливо не викликає симпатії. Але разом їхні взаємопов'язані історії захоплюють».
Роман увійшов до списку улюблених книг 2020 року колишнього президента США Барака Обами.

## Нагороди
- Фіналіст Giller Prize (2020)[11]
- Медаль Ендрю Карнегі за відмінні досягнення в художній літературі (2021)[12]